# Mario Crosta (imprenditore)
Mario Crosta (Busto Arsizio, 11 luglio 1897 – 15 settembre 1974) è stato un imprenditore e dirigente d'azienda italiano.

## Biografia
Appresi i primi rudimenti dell'arte meccanica nell'officina del padre, dopo aver partecipato alla Grande Guerra come bersagliere, nel 1925 fondò le officine Mario Crosta per la produzione della macchine finalizzate al finissaggio nei tessuti.
In breve tempo conquistò i mercati di tutto il mondo, in particolare di: Stati Uniti, Brasile, Messico, India, Cina, Giappone, Russia e Jugoslavia.
Per diversi anni fu presidente del sottocomitato cittadino della Croce Rossa Italiana di Busto Arsizio attivandosi in prima persona per portare conforto e solidarietà in eventi drammatici.
Fu anche espositore di tutte le edizioni della "Mostra del Tessile" oltreché componente del Comitato Promotore.
Ricoprì le cariche di consigliere dell'Unione Bustese Industriale, consigliere dell'Istituto Professionale di Stato e presidente provinciale onorario dei Mutilati del Lavoro.
A lui e a Nino Tramonti è dedicata la fanfara dei bersaglieri in congedo di Lonate Pozzolo, fondata nel 1967.